# 水谷修 (言語学者)
水谷 修（みずたに おさむ、1932年12月11日 - 2014年12月20日）は、日本の言語学者。日本語学者。元国立国語研究所長。名古屋外国語大学学長。

## 人物
愛知県名古屋市出身。日本語学、日本語教育の分野で、日本語教育学会会長、日本言語政策学会会長等の要職を務めた。また、国際交流基金日本語教育懇談会委員等の役職を通じて、日本語能力試験の創設等、日本語教育の国際的普及と適正化に努め、2001年外務大臣表彰受賞。2004年4月瑞宝中綬章受章。妻は日本語教育の水谷信子。
2014年12月20日、老衰により死去。82歳没。

## 経歴
- 1956年 - 名古屋大学教育学部卒業。国際基督教大学教養学部助手
- 1960年 - 千葉大学文理学部助手
- 1963年 - 千葉大学文理学部講師。スタンフォード大学日本研究センター語学課程主任
- 1973年 - アメリカ・カナダ十二大学連合日本研究センター副所長
- 1974年 - 国立国語研究所日本語教育部日本語教育研究室長
- 1976年 - 国立国語研究所日本語教育センター日本語教育研究室長
- 1977年 - 国立国語研究所日本語教育センター日本語教育研修室長
- 1980年 - 名古屋大学総合言語センター教授
- 1988年 - 国立国語研究所日本語教育センター長
- 1990年 - 国立国語研究所長
- 1997年 - 日本語教育学会会長
- 1998年 - 名古屋外国語大学大学院国際コミュニケーション研究科教授。名古屋外国語大学大学院国際コミュニケーション研究科長
- 2002年 - 名古屋外国語大学長
- 2014年 - 死去[1][3]。

## 主な公職等
- 国際交流基金日本語教育懇談会委員
- 文化審議会国語分科会元委員
- 日本語教育学会会長
- 日本言語政策学会会長
- 日本語教育振興協会会長
- NHK放送用語委員会委員
- 第19期日本学術会議前会員
- 西安交通大学名誉教授

## 著書

### 単著
- 「はなしことばと日本人（日本語の生態）」〔創拓社〕
- 「Japanese: The Spoken Language in Japanese Life」〔ジャパンタイムズ出版部〕
- 「National Japanese」〔ソニー〕
- 『日本語の生態 内の文化を支える話しことば』創拓社 1979

### 共著書
- 「An Introduction to Modern Japanese」
- 「Nihongo Notes 1-9」
- 「How to Be Polite in Japanese」
- 「Aural Comprehension Practice in Japanese」
- 「An Introduction to Newspaper Japanese」
- 「Travelers' Japanese」〔以上 The Japan Times〕
- 「日本語教育事典」
- 「日本語教育ハンドブック」
- 「日本語百科大事典」
- 『外国人の疑問に答える日本語ノート』全3巻 水谷信子共著 ジャパンタイムズ 1988
- 『日本語』宮地裕共編著 放送大学教育振興会 1989
- 『日本事情ハンドブック』佐々木瑞枝、細川英雄、池田裕共編 大修館書店 1995
- 『新聞で学ぶ日本語 読んで話す現代の日本』水谷信子共著 ジャパンタイムズ 1996
- 『総合的日本語教育を求めて』李徳奉共編 国書刊行会 2002